# Luci del Varietà
Luci del varietà (engleski: Variety Lights) talijanska je drama iz 1950. godine koju su režirali Federico Fellini i Alberto Lattuada. U paru su bili i scenaristi i producenti filma. Taj film je zapravo lansirao Fellinijevu redateljsku karijeru. Dotad je Fellini radio isključivo kao scenarist, dok je Lattuada bio već priznat i cijenjen redatelj neorealističnih filmova i književnih adaptacija.

## Radnja
Luci del varietà je gorka drama o skupini drugorazrednih kazališnih izvođača na turneji. Glumci, plesači i drugi izvođači, Putujući od grada do grada, bore se zaraditi ponešto novca, izvodeći svoje predstave pred minimalnim brojem gledatelja. Pomalo već ostarjeli ravnatelj trupe zaljubljuje se u novopridošlicu, na veliku žalost svoje trenutne i odane ljubavnice, koju u filmu tumači Fellinijeva supruga Giulietta Masina.

## Glavne uloge
- Peppino De Filippo kao Checco Dal Monte
- Carla Del Poggio kao Liliana 'Lily' Antonelli
- Giulietta Masina kao Melina Amour
- Folco Lulli kao Adelmo Conti
- Franca Valeri kao koreografkinja Madžarica
- John Kitzmiller kao svirač trube, Johnny
- Dante Maggio kao Remo
- Checco Durante kao vlasnik kazališta
- Gina Mascetti kao Valeria del Sole
- Giulio Calì kao mađioničar Edison Will
- Silvio Bagolini kao Bruno Antonini
- Giacomo Furia kao Duke
- Mario De Angelis kao Maestro
- Vanja Orico kao pjevačica Romkinja
- Enrico Piergentili kao Melinin otac
- Renato Malavasi kao hoteljer
- Joseph Falletta kao Pistolero Bill (Joe Falletta)

## Nagrade i drugi uspjesi
| Nagrada       | Kategorija | Dobitnik/Nominirani       | Godina           | Pobjeda |
| ------------- | ---------- | ------------------------- | ---------------- | ------- |
| Silver Ribbon | 1951.      | Najbolja sporedna glumica | Giulietta Masina | Ne      |

## Zanimljivosti
- To je prvi film koji je Federico Fellini režirao.

## Vanjske poveznice
- Luci del Varietà u internetskoj bazi filmova IMDb-a
- Criterion kolekcija eseja napisanih od Andrewa Sarrisa  Arhivirana inačica izvorne stranice od 29. rujna 2007. (Wayback Machine)
- Luci del varietà[neaktivna poveznica] na All Movie Guideu